# DFI
¡
DFI o Diamond Flower Inc. es una empresa tecnológica, de las principales fabricantes de placas base con sede en Taiwán.
Recientemente ha habido una cierta confusión acerca de lo que DFI significa, sin embargo Design for Innovation parece ser simplemente un eslogan, una situación con un paralelismo similar a Lucky Goldstar y su eslogan Life's Good o MSI y su My Style Inside.

## Información corporativa

### Historia
DFI fue inicialmente fundada en el año 1981 por Yen Chi Lu. Por aquel entonces, DFI comenzó como fabricante de  tarjetas gráficas con un volumen de ventas de 100 tarjetas. En 1987 termina la construcción de su planta en Hsi-Chi, y diseña el primer escáner de mano del mundo. En el año 1992, DFI abandonó su producción de  tarjetas gráficas y se pasó a la producción de  placas base en tanto que el mercado de  tarjetas gráficas era demasiado limitado entonces y no tenía potencial de crecimiento. Transcurridos 5 años, DFI rápidamente obtuvo una reputación en la región Asia-Pacífico. Escaló hasta convertirse en uno de los 15 fabricantes de placas base de la época.
En el año 1998, DFI llegó a estar asociado en exclusiva para el diseño del chipset de la serie 810 de Intel, lo cual le reportó más atención dentro del sector. En el año 2003, DFI reorganizó internamente su línea de placas base en 3 grupos distintos. Uno fue la línea estándar OEM, otro la gama económica Infinity, y finalmente la gama LANParty destinada principalmente al sector entusiasta. A la cabeza de la gama LANParty estaba Oskar Wu, quien se unió a DFI tras dimitir de ABIT después de las series NForce.
En la actualidad DFI es uno de los más punteros fabricantes en Taiwán y todavía continua en la brecha del I+D para sus productos y socios comerciales tales como AMD, Intel, NVIDIA, ATI, VIA, SiS y otras compañías.

### Localización
DFI está localizado en la ciudad de Hsi-Chih, Taiwán con oficinas regionales en los Estados Unidos, Europa, China y Japón.

## Productos estrella
DFI provee al mercado entusiasta con placas base que presentan características avanzadas para la práctica del overclocking (OC) y un diseño con conectores reactivos a la luz ultravioleta (luz UV) montados sobre un PCB color negro. Hay 2 versiones de la línea LANParty con el identificativo UT parecidos al modelo completo LANParty con la salvedad de que carecen de alguno de los extras, tales como la bolsa de transporte de PC, el kit de cableado UV, el panel FrontX, y un menor número de cables reactivos UV.
La línea de productos LANParty y LANParty UT incluyen:
Socket AM2
- LANParty UT nForce 590 SLI-M2R/G

Socket 939
- LANParty UT Crossfire CFX3200-DR
- LANParty UT Crossfire RDX200 CF-DR
- LANParty UT nForce 4 SLI-DR Venus
- LANParty UT nForce 4 SLI-DR Expert
- LANParty nForce 4 SLI-DR (También disponible versión UT)
- LANParty UT nForce 4 SLI-D
- LANParty UT nForce 4 Ultra-D
- LANParty UT nForce 3 Ultra-D

Socket 754
- LANParty UT nForce 3 250 GB

Socket A (462)
- LANParty nForce 2 Ultra B
- LANParty KT400A

Socket T (LGA775)
- LANParty UT Crossfire ICFX3200-T2R/G
- LANParty UT Intel 915P-T12
- LANParty Intel 925X-T2
- LANParty Intel 875P-T

DFI además tiene otra línea principal dirigida a los overclockers (personas que practican o son aficionadas al overclocking) que disponen de un presupuesto moderado. Esta línea es la "Infinity", que empezó con el chipset nForce 2 de NVIDIA.
Línea para AMD
- nForce 4 DAGF
- nForce 4 Ultra Infinity
- nForce 4x Infinity
- nForce 4 SLI Infinity
- RS482 Infinity
- nForce 2 Infinity
- CFX3200-M2/G Infinity

Línea para Intel
- Intel 975X/G Infinity
- DFI  Infinity P965-S Dark

DFI fabrica también diversas placas base para trabajo de oficina y servidores (Mainstream). Dado que están enfocados a la rentabilidad-productividad esta línea de producción es la línea "General". Para aquellos deseosos de montar ordenadores silenciosos, hay una línea de producción llamada "Silent PC".

## DFI-ACP
DFI además fabrica placas base para diversos propósitos industriales. DFI-ACP es una plataforma basada en proveer Wintel para negocios no relacionados con PC, productos dedicados desde el nivel placa base regular hasta placas integradas a sistemas barebone.